# Skórnik gałązkowy
Skórnik gałązkowy (Stereum ochraceoflavum (Schwein.) Sacc.) – gatunek grzybów należący do rodziny skórnikowatych (Stereaceae).

## Systematyka i nazewnictwo
Pozycja w klasyfikacji według Index Fungorum: Stereum, Stereaceae, Russulales, Incertae sedis, Agaricomycetes, Agaricomycotina, Basidiomycota, Fungi.
Po raz pierwszy takson ten zdiagnozował w 1832 r. L.D von Schweinitz, nadając mu nazwę Thelephora ochraceoflava. Obecną, uznaną przez Index Fungorum nazwę nadał mu w 1888 r. P. A. Saccardo, przenosząc go do rodzaju Stereum.  
Synonimy:
- Stereum striatum var. ochraceoflavum (Schwein.) A.L. Welden 1971
- Thelephora ochraceoflava Schwein. 1832

Nazwę polską podał S. Domański w 1991 r. Autor ten po raz pierwszy w Polsce opracował szczegółowo  rodzinę skórnikowatych. Władysław Wojewoda w swoim opracowaniu z 2003 r. podaje dla skórnika gałązkowego nazwę Stereum complicatum (Fr.) Fr., jednak według Index Fungorum jest to odrębny gatunek.

## Morfologia
Owocnik
Jednoroczny. Początkowo powstają niewielkie i nieregularne miseczki, zazwyczaj w środkowej, pępkowatej części przyrośnięte do podłoża, później owocnik staje się rozpostarty z odgiętym górnym brzegiem. Owocniki mają średnicę 0,5–2 cm i wyrastają pojedynczo, rzadko tylko zrastając się z sobą. Górna powierzchnia ma barwę blado białawo-szarawą, szarożółtawą, szarobrunatną lub jasnorudoczerwoną i pokryta jest grubą i szorstką warstwa szczeciniastych włosków wystających poza brzeg. Kontekst miękki i cienki, o grubości zaledwie 0,1–0,4 mm. Powierzchnia hymenialna gładka, lub nieznacznie pręgowana, początkowo ochrowożółta, potem kremowa lub bladoochrowa, w końcu brunatna. Brzeg często białawy. Korteks występuje tylko w rozpostartej i przylegającej do podłoża części owocnika, brak go pod włochatym kapeluszem.  
Cechy mikroskopijne
Strzępki kontekstu dwojakiego rodzaju: o średnicy 1,5–3 μm, cienkościenne, bezbarwne i równoległe, oraz o średnicy 5–6 μm, żółtawe, grubościenne, w hymenium kończące się pseudocystydami o średnicy 8–9 μm. Podstawki maczugowate, o rozmiarach 15–30 × 5–6 μm i 2 lub 4 sterygmach. Zarodniki bezbarwne, gładkie, amyloidalne, o kształcie od podłużnie elipsoidalnego do elipsopidalno-cylindrycznego,  o rozmiarach 6,5–9 × 2–3 μm.

## Występowanie i siedlisko
Jest szeroko rozprzestrzeniony w Ameryce Północnej, występuje także w Europie, notowany jest na pojedynczych stanowiskach w Brazylii, Tanzanii, na Wyspach Kanaryjskich i Indiach. W polskim piśmiennictwie naukowym do 2003 r. podano nieliczne stanowiska.
Rośnie na cieńszych, obumarłych opadłych lub jeszcze znajdujących się na drzewie gałęziach drzew liściastych oraz na chruście. W Polsce obserwowano go na brzozie, buku, topoli, osice, dębie, wiązie oraz na krzewach i krzewinkach, jak wrzos, śliwa tarnina, róża, winorośl.

## Gatunki podobne
Często był uważany za młode owocniki skórnika szorstkiego (Stereum hirsutum). Odróżnia się od niego bardzo cienkimi, początkowo miseczkowatymi, potem rozpostarto-odgiętymi owocnikami o małej zmienności, oraz brakiem kortekstu pod warstwą owłosienia.